# Chelonoidis niger becki
Chelonoidis niger becki is een schildpad uit de familie landschildpadden (Testudinidae). De schildpad werd wel als een aparte soort beschouwd maar wordt tegenwoordig gezien als een ondersoort van de galapagosreuzenschildpad (Chelonoidis niger).

## Naam en indeling
De wetenschappelijke naam van de ondersoort werd voor het eerst voorgesteld door Charles Rothschild in 1901. Oorspronkelijk werd de wetenschappelijke naam Testudo becki gebruikt. Chelonoidis niger becki was lange tijd een aparte soort, naast de galapagosreuzenschildpad (Chelonoidis nigra), maar sinds het DNA-onderzoek een belangrijke plaats heeft binnen het systematisch onderzoek wordt hij (weer) als een ondersoort beschouwd. Vroeger werd de schildpad ook wel tot het geslacht Geochelone gerekend. Hierdoor wordt in de literatuur vaak de verouderde wetenschappelijke naam  Geochelone becki  vermeld.
De ondersoortaanduiding becki is een eerbetoon aan de Amerikaanse ornitholoog Rollo Howard Beck (1870 – 1950).

## Uiterlijke kenmerken
De schildpad bereikt een maximale schildlengte tot 105 centimeter. De kleur van het schild is bruin, de kop en poten zijn grijs van kleur.
Het rugschild kan zeer variabel zijn; afgeplat of koepelvormig en verlengd of juist zadelvormig. Dit is een aanwijzing dat de ondersoort Chelonoides niger darwini een mogelijke voorouder is. Er zijn elf marginalen aanwezig aan weerszijden van het rugschild, waarvan de middelste zijwaarts steken of omlaag zijn gekromd. 
Het buikschild is groot maar korter dan het rugschild en heeft een grijze kleur. De keelschilden steken aan de voorzijde niet voorbij het schild. De plastronformule is als volgt: abd > hum > fem > an >< intergul > pect.
Mannetjes zijn van vrouwtjes te onderscheiden door een langere en dikkere staart en een iets holler buikschild. Daarnaast hebben ze een gele kleur aan de onderzijde van de kaken en aan de onderzijde van de keel. 

## Verspreiding en habitat
Chelonoidis nigerbecki komt voor als  endemische ondersoort op de Galapagoseilanden (Ecuador,  Zuid-Amerika) op het eiland Isabela en daar alleen rond de vulkaan Wolf. Hier is het dier te vinden in het noordelijke, westelijke en zuidwestelijke deel van het eiland, en er bestaat een geïsoleerde populatie nabij de vulkaankrater. Het leefgebied bestaat uit ruige berghellingen met plaatselijk dicht struikgewas. Op het menu staan voornamelijk grassen, en geen cactussen, zoals van veel andere galapagosschildpadden bekend is. Over de voortplanting en levenswijze is verder vrijwel niets bekend.

## Beschermingsstatus
Door de internationale natuurbeschermingsorganisatie IUCN is de beschermingsstatus 'kwetsbaar' toegewezen (Vulnerable of VU). Het aantal in het wild levende dieren wordt geschat op ongeveer 2000 tot 8000, het werkelijke aantal ligt waarschijnlijk rond de 4000. 